# Liste des titres musicaux numéro un en Autriche en 1987
Cette page liste les titres numéro un dans les meilleures ventes de disques en Autriche pour l'année 1987.

## Classement des singles
| №  | Date          | Artiste                         | Titre                       |
| -- | ------------- | ------------------------------- | --------------------------- |
| 1  | 1er janvier   | Mixed Emotions                  | You Want Love               |
| 2  | 15 janvier    | Status Quo                      | In the Army Now             |
| 3  | 1er février   | Mixed Emotions                  | You Want Love               |
| 4  | 15 février    | Mixed Emotions                  | You Want Love               |
| 5  | 1er mars      | Mixed Emotions                  | You Want Love               |
| 6  | 15 mars       | Mixed Emotions                  | You Want Love               |
| 7  | 1er avril     | Bilgeri                         | Some Girls Are Ladies       |
| 8  | 15 avril      | Bilgeri                         | Some Girls Are Ladies       |
| 9  | 1er mai       | Bilgeri                         | Some Girls Are Ladies       |
| 10 | 15 mai        | Bilgeri                         | Some Girls Are Ladies       |
| 11 | 1er juin      | Madonna                         | La Isla Bonita              |
| 12 | 15 juin       | Madonna                         | La Isla Bonita              |
| 13 | 1er juillet   | Ecco                            | Hexen                       |
| 14 | 15 juillet    | Ecco                            | Hexen                       |
| 15 | 1er août      | Ecco                            | Hexen                       |
| 16 | 15 août       | Pet Shop Boys                   | It's a Sin                  |
| 17 | 1er septembre | Pet Shop Boys                   | It's a Sin                  |
| 18 | 15 septembre  | Pet Shop Boys                   | It's a Sin                  |
| 19 | 1er octobre   | Desireless                      | Voyage, voyage              |
| 20 | 15 octobre    | Desireless                      | Voyage, voyage              |
| 21 | 1er novembre  | Francesco Napoli                | Balla … Balla!              |
| 22 | 15 novembre   | Bee Gees                        | You Win Again               |
| 23 | 1er décembre  | Erste Allgemeine Verunsicherung | Küss’ die Hand, schöne Frau |
| 24 | 15 décembre   | Erste Allgemeine Verunsicherung | Küss’ die Hand, schöne Frau |

## Classement des albums
| №  | Date          | Artiste                         | Titre               |
| -- | ------------- | ------------------------------- | ------------------- |
| 1  | 1er janvier   | Eros Ramazzotti                 | Nuovi eroi          |
| 2  | 15 janvier    | Erste Allgemeine Verunsicherung | Geld oder Leben!    |
| 3  | 1er février   | Erste Allgemeine Verunsicherung | Geld oder Leben!    |
| 4  | 15 février    | David Hasselhoff                | Night Rocker        |
| 5  | 1er mars      | Bande originale                 | Miami Vice          |
| 6  | 15 mars       | Bande originale                 | La Boum 2           |
| 7  | 1er avril     | Bande originale                 | Miami Vice          |
| 8  | 15 avril      | U2                              | The Joshua Tree     |
| 9  | 1er mai       | U2                              | The Joshua Tree     |
| 10 | 15 mai        | U2                              | The Joshua Tree     |
| 11 | 1er juin      | U2                              | The Joshua Tree     |
| 12 | 15 juin       | U2                              | The Joshua Tree     |
| 13 | 1er juillet   | Whitney Houston                 | Whitney             |
| 14 | 15 juillet    | Whitney Houston                 | Whitney             |
| 15 | 1er août      | U2                              | The Joshua Tree     |
| 16 | 15 août       | U2                              | The Joshua Tree     |
| 17 | 1er septembre | U2                              | The Joshua Tree     |
| 18 | 15 septembre  | U2                              | The Joshua Tree     |
| 19 | 1er octobre   | Michael Jackson                 | Bad                 |
| 20 | 15 octobre    | S.T.S.                          | Augenblicke         |
| 21 | 1er novembre  | Michael Jackson                 | Bad                 |
| 22 | 15 novembre   | Michael Jackson                 | Bad                 |
| 23 | 1er décembre  | Erste Allgemeine Verunsicherung | Liebe, Tod & Teufel |
| 24 | 15 décembre   | Erste Allgemeine Verunsicherung | Liebe, Tod & Teufel |